# Yalova

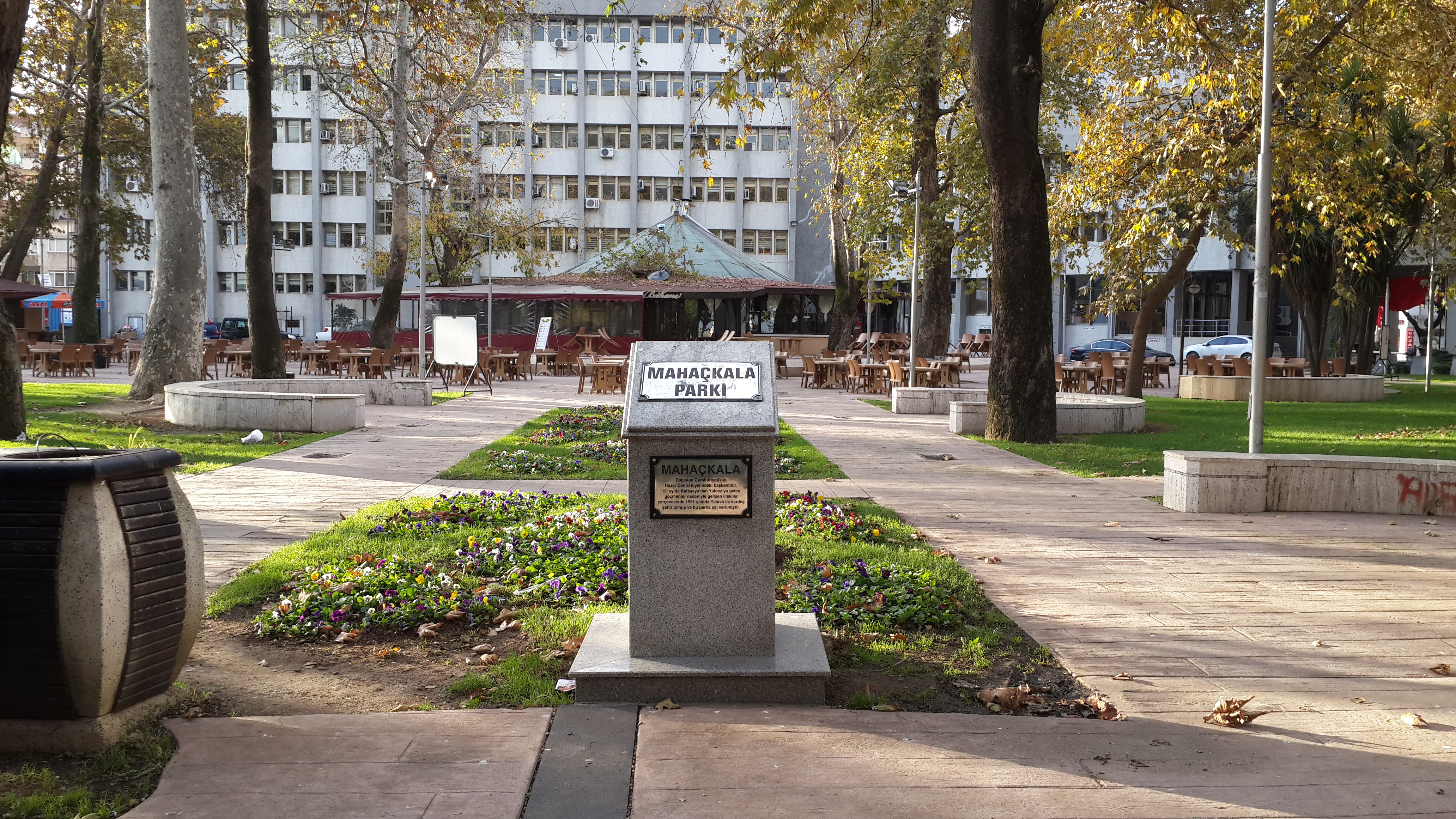
Makhachkala park in Yalova

Yalova (chiamata nell'antichità Pylai) è una città della Turchia, capoluogo dell'omonima provincia.
Situata sul lato sud-orientale del Mar di Marmara a sole 24 miglia marine da Istanbul.
Yalova ha subito ingenti danni nel terremoto del 17 agosto 1999.
La città è un frequentato luogo di villeggiatura per turisti provenienti da Istanbul e dintorni, vi sono numerose seconde case.